# Pazuzu
Pour les articles homonymes, voir Pazuzu (homonymie).
Pazuzu ou Pazouzou est une divinité secondaire de la Mésopotamie du Ier millénaire av. J.-C., le roi des démons du vent. Il peut avoir un rôle malfaisant, mais est surtout connu par son aspect de divinité protectrice, servant à combattre diverses maladies, en particulier celles touchant les femmes enceintes qu'apporte la démone Lamashtu.
Plusieurs représentations de ce démon sont connues, ainsi que diverses inscriptions mettant en exergue son rôle protecteur, dont des incantations. Pazuzu a acquis une renommée à partir des années 1970 en raison de sa présence dans le film L'Exorciste et ses suites, puis dans diverses œuvres artistiques.

## Un démon de l'ancienne Mésopotamie

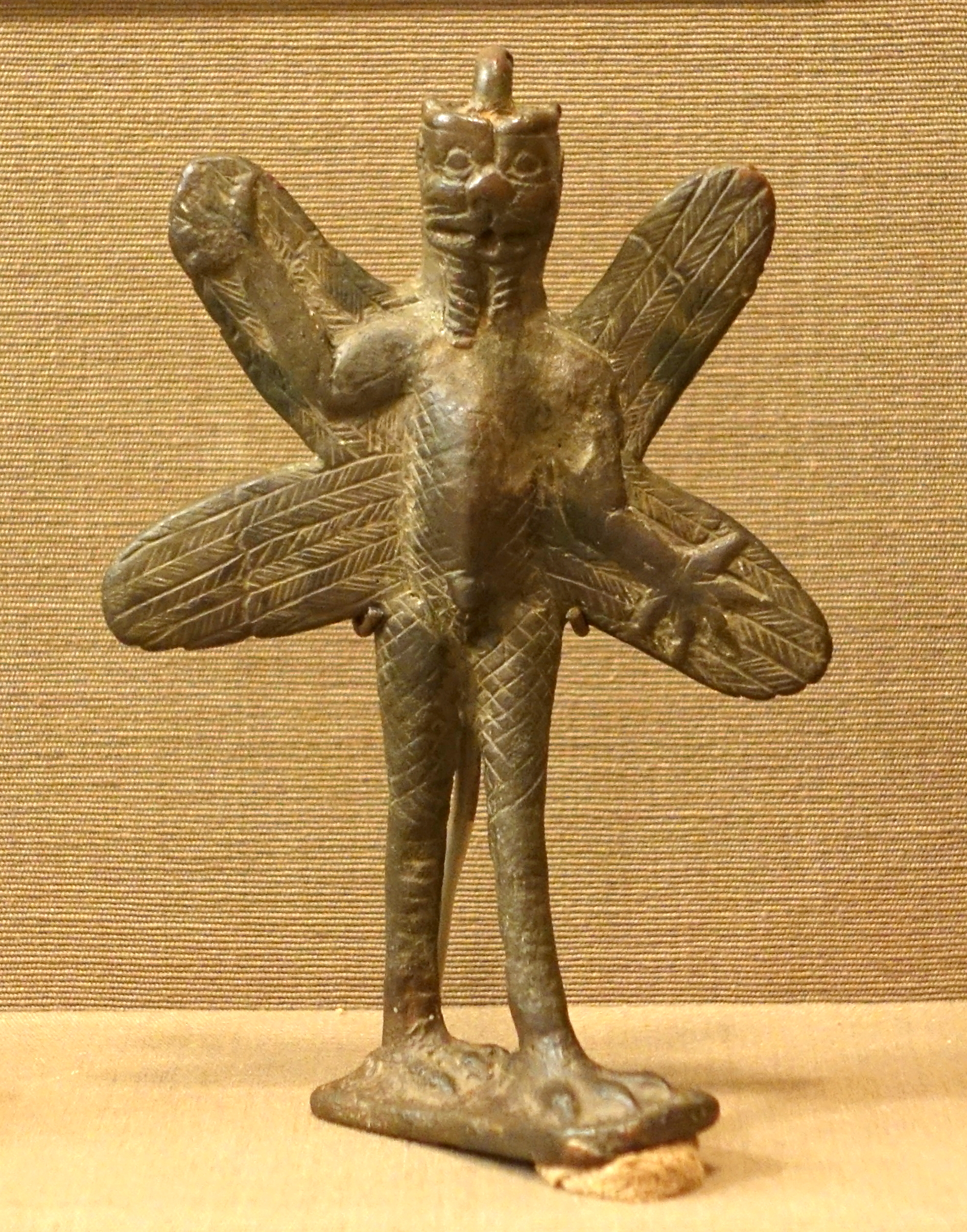
Statuette en bronze de Pazuzu, période néo-assyrienne (911--609), musée de l'Institut oriental de Chicago.

### Aspect

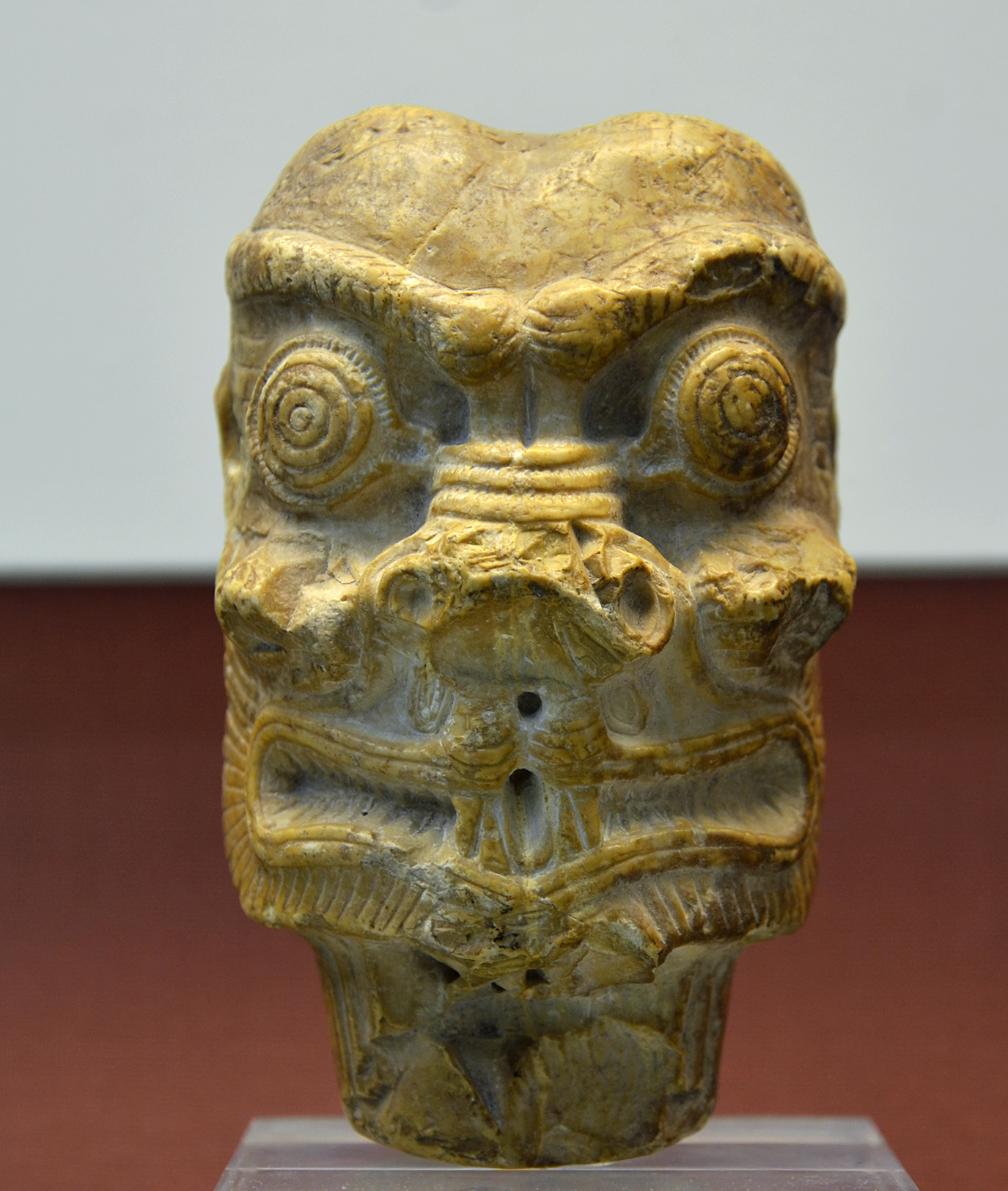
Tête en pierre de Pazuzu, période néo-assyrienne (911--609), British Museum.

L'apparence de Pazuzu est connue par plusieurs représentations artistiques sur lesquelles son nom est inscrit, ne laissant pas de doute sur son identité. C'est un être hybride comme cela était courant pour les divinités démoniaques de la Mésopotamie antique. Son aspect peut légèrement varier suivant la représentation. Sa tête est en gros de forme humaine, avec un nez et une bouche de forme animale, de type canin ou félin avec de grandes dents, et des yeux globuleux. Son corps, de forme généralement humaine mais avec un tronc semblable à celui d'un chien, est généralement recouvert d'écailles. Ses mains ressemblent à des pattes d'un animal terminées par des griffes, et ses pieds sont des serres de rapace. Il est souvent représenté avec un pénis en érection qui se termine par une tête de serpent, et sa queue est celle d'un scorpion. Il dispose souvent de quatre ailes, ce qui est courant pour les génies de l'ancienne Assyrie. Son aspect est souvent menaçant : bouche montrant ses crocs ou sa langue, main droite levée en préparation d'un coup. Plusieurs des éléments physiques de Pazuzu rappellent ceux de la divinité protectrice égyptienne Bès, ce qui pourrait refléter une influence de la seconde sur le premier.

### Fonctions
Il apparaît donc sur les objets relatifs à Pazuzu qu'il s'agissait d'une divinité protectrice de rang secondaire, que l'on peut qualifier de « génie » ou de « démon ». C'est une divinité liée aux vents venus de l'extérieur de la Mésopotamie, plutôt les vents froids venus des montagnes situées à l'est de la Mésopotamie que les vents chauds provenant des déserts de l'ouest comme on l'a longtemps pensé. D'après plusieurs inscriptions, Pazuzu semble être invoqué pour protéger contre les vents de l'ouest pestilentiels, dont il brise les ailes. Il est fréquemment relié à d'autres divinités : il est présenté comme le fils de Hanpa/Hanbu, dont on ne sait pas grand-chose par ailleurs, et semble être vu comme le compagnon de la démone Lamashtu, très populaire elle aussi au Ier millénaire av. J.-C., dont il est le principal adversaire quand elle s'attaque à ses victimes, les femmes enceintes, devant la renvoyer dans le Monde souterrain. Pazuzu apparaît également sur des amulettes visant à éviter des mauvais rêves, et plus largement dans des rituels d'exorcisme contre d'autres maux divers, souvent indéterminés (« n'importe quel mal », mimma lemnu en akkadien). C'est aussi une figure ambivalente, ayant un aspect redouté. Pazuzu est décrit par plusieurs inscriptions comme le roi des démons appelés Lilū, qui ont un rôle malfaisant :

« Je suis Pazuzu, fils de Hanpa, roi des démons-lilū. Je vais monter moi-même la puissante montagne qui tremble, les vents qui soufflent contre elle sont tournés en direction de l'ouest. J'ai brisé moi-même leurs ailes. »

C'était donc une divinité qui pouvait avoir un aspect bénéfique quand il s'agissait de repousser certains démons, mais il semble également avoir eu un rôle malfaisant, destructeur en tant que chefs de démons et il existait peut-être des rituels visant à se protéger de ses méfaits, comme sembleraient l'indiquer certaines amulettes dans lesquelles il paraît attaqué par des génies qui pourraient être appelés contre lui de la même manière qu'il est invoqué contre Lamashtu.

### Attestations: objets et inscriptions
Pazuzu est connu par environ 75 objets datés du Ier millénaire av. J.-C., allant environ de la seconde moitié du VIIIe siècle av. J.-C. jusqu'au IVe siècle av. J.-C., provenant d'un peu moins d'un vingtaine de sites d'Assyrie (notamment les capitales Assur, Nimrud et Ninive) et de Babylonie (en particulier Babylone et Nippur), mais aussi d'autres régions du Moyen-Orient (Suse et Nush-i Jân en Iran, Megiddo en Palestine) et même un objet provenant de l'île égéenne de Samos. Les plus courants ne représentent que sa tête, servant pour des ornements qui peuvent être portés en pendentifs (amulettes, sceaux) ou des fibules, mais aussi une tête de massue. Ses représentations complètes sont des statuettes, ou des bas-reliefs sur des amulettes et sceaux-cylindres. Ces objets avaient manifestement une fonction protectrice, liée au rôle de Pazuzu en tant que génie protecteur. Plusieurs portent des inscriptions relatives au dieu, définissant sa personnalité, visant à renforcer leur fonction protectrice, ou des incantations. Ils étaient disposés dans des constructions, dans leurs fondations ou sur leurs murs, ou bien sur le corps des personnes à protéger quand il s'agit de pendentifs, ces objets personnels ayant plutôt tendance à se retrouver dans des tombes.

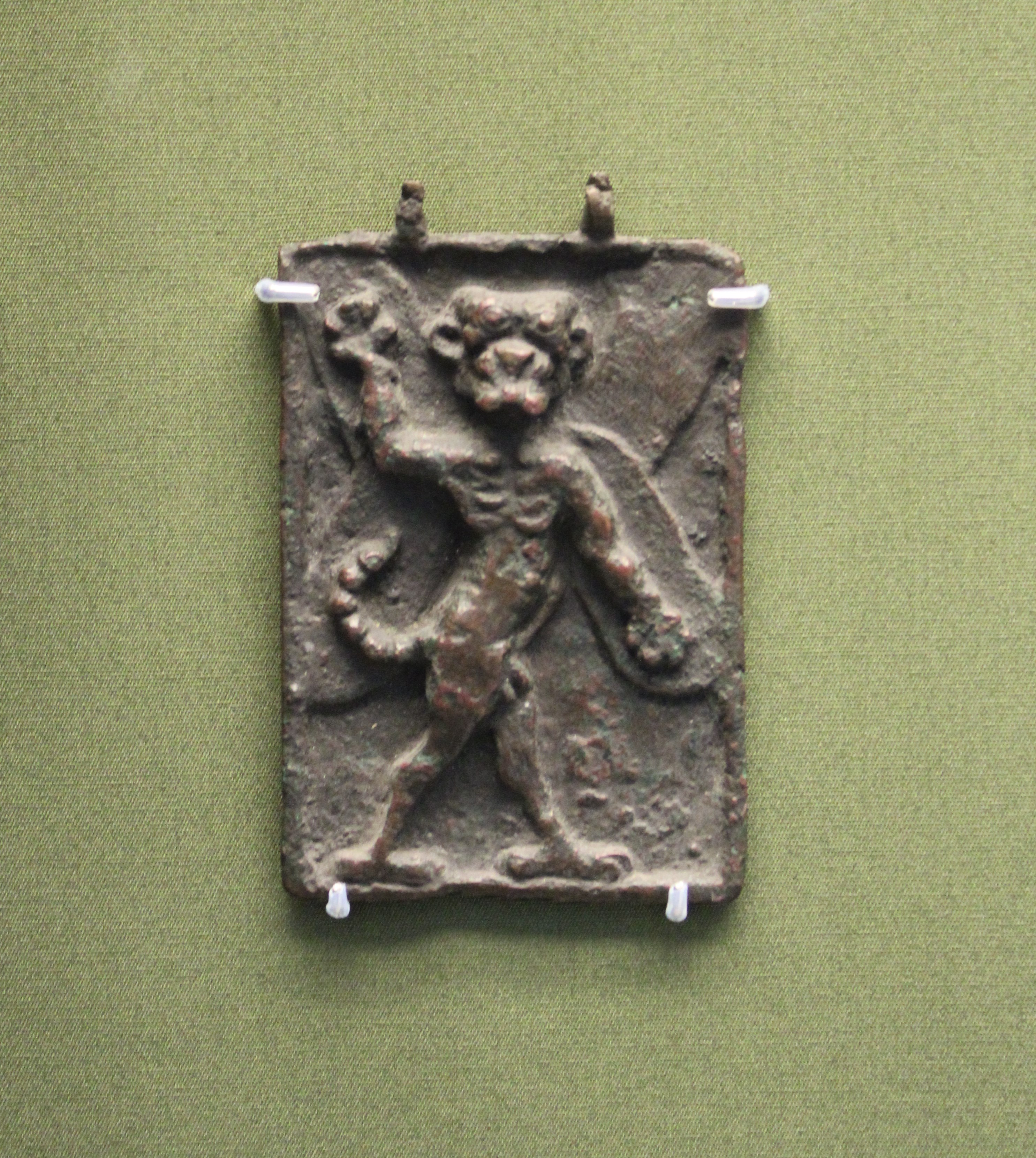
Plaque en bronze représentant Pazuzu, servant d'amulette, v. 800-500 av. J.-C. British Museum.
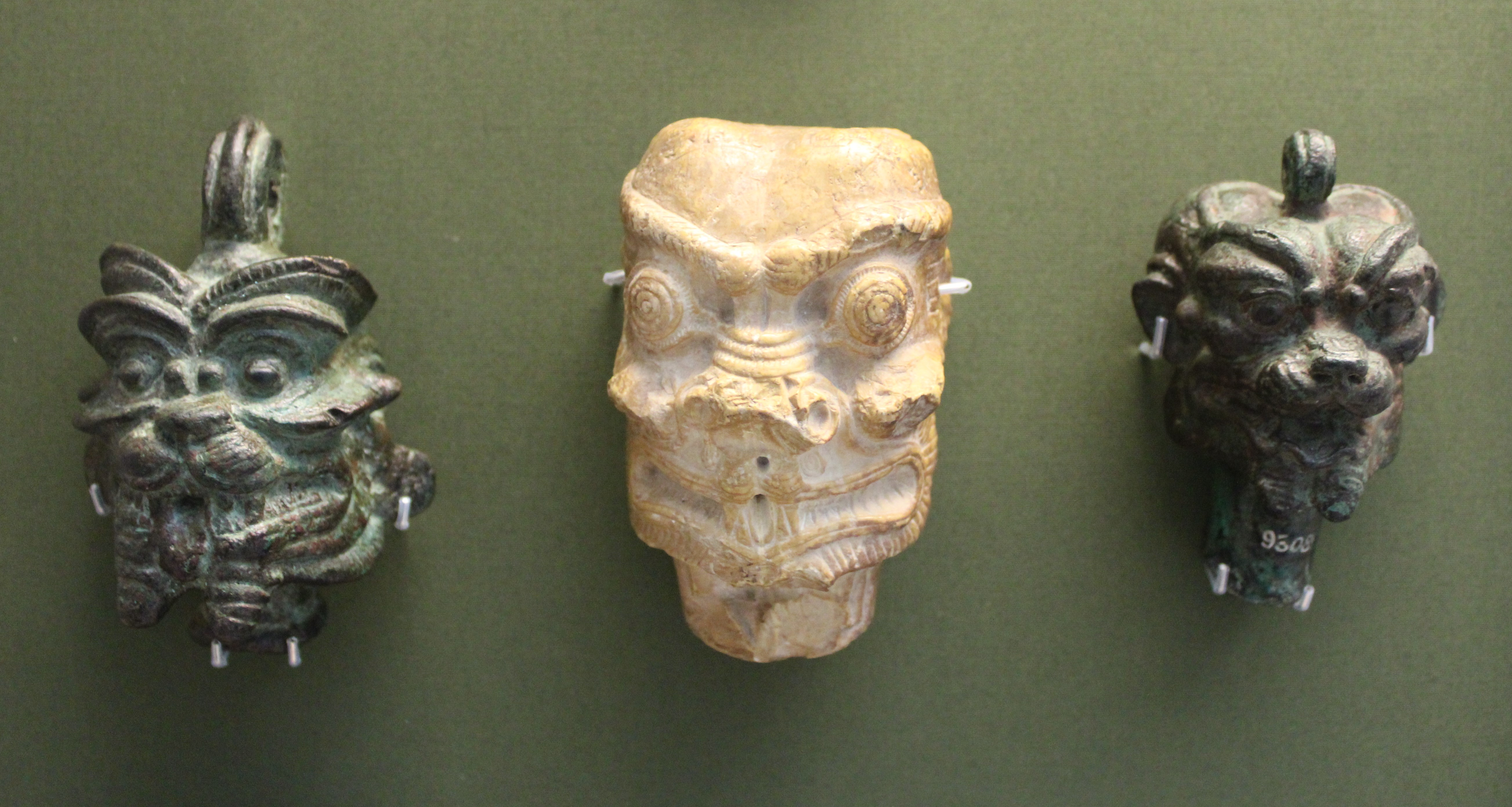
Têtes de Pazuzu en bronze et pierre, v. 900-500 av. J.-C. British Museum.
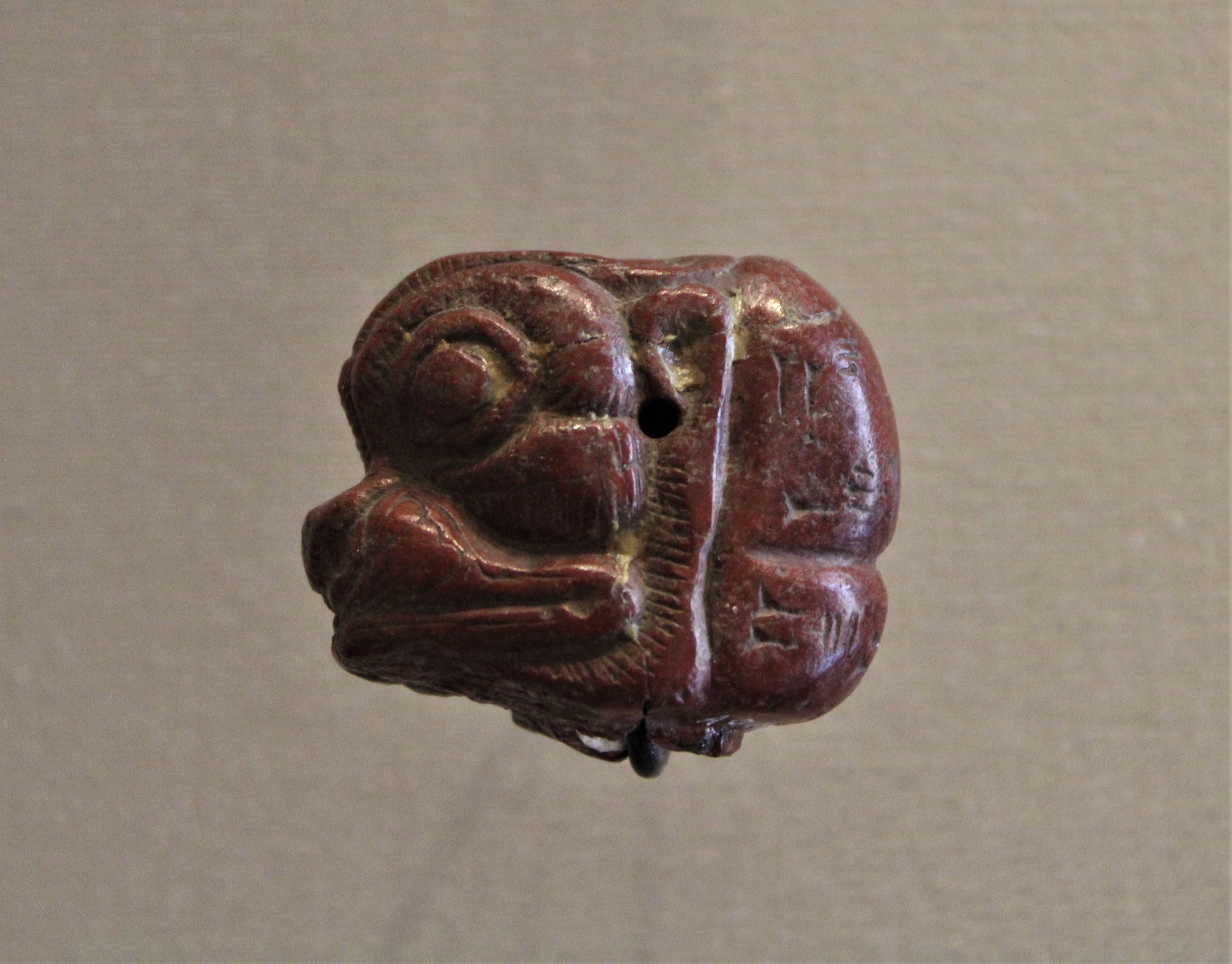
Tête de Pazuzu en pierre rouge avec inscription, v. 900-600 av. J.-C. Musée du Louvre.
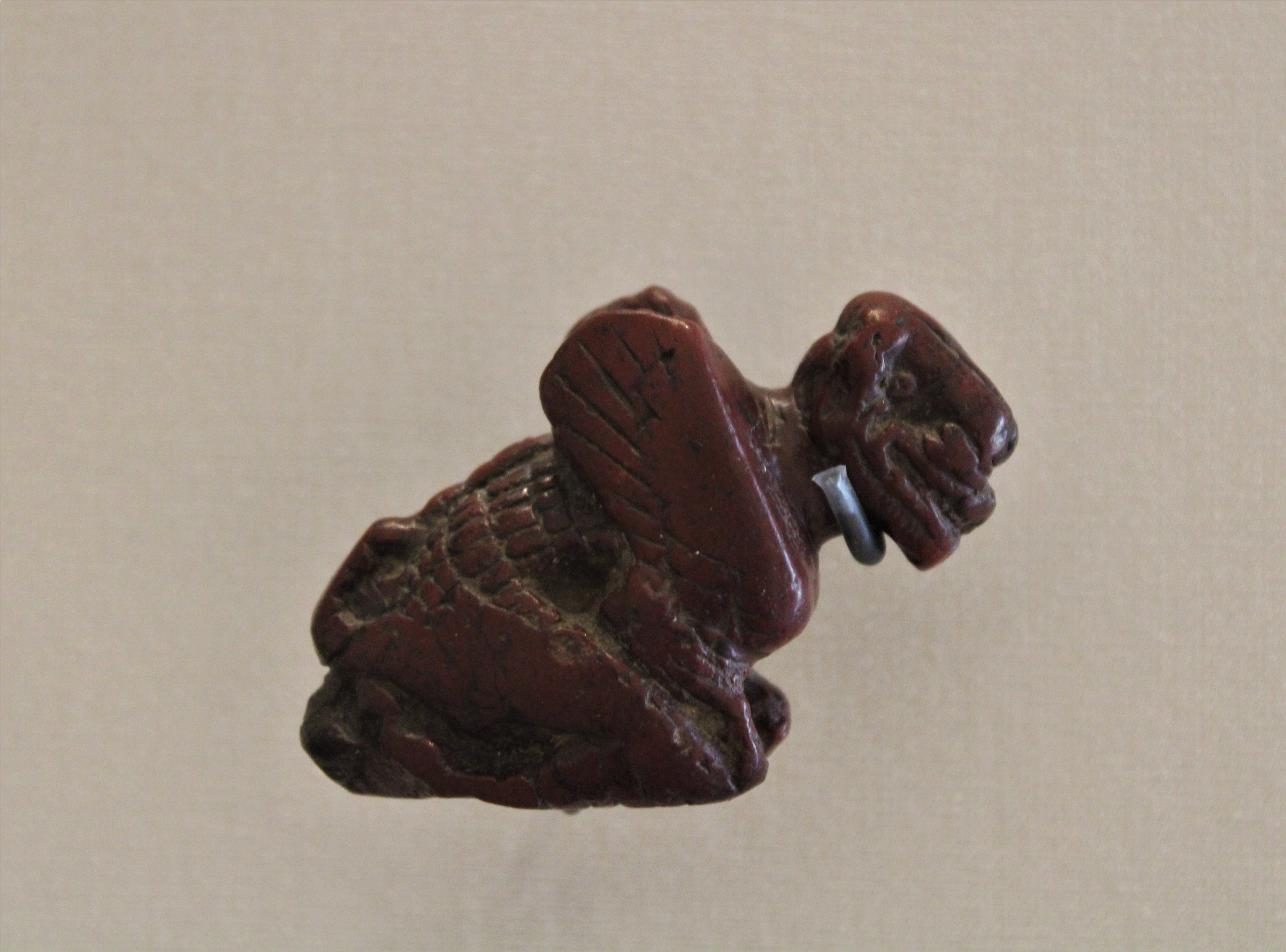
Statuette en jaspe rouge représentant Pazuzu accroupi, v. 900-600 av. J.-C. Musée du Louvre.
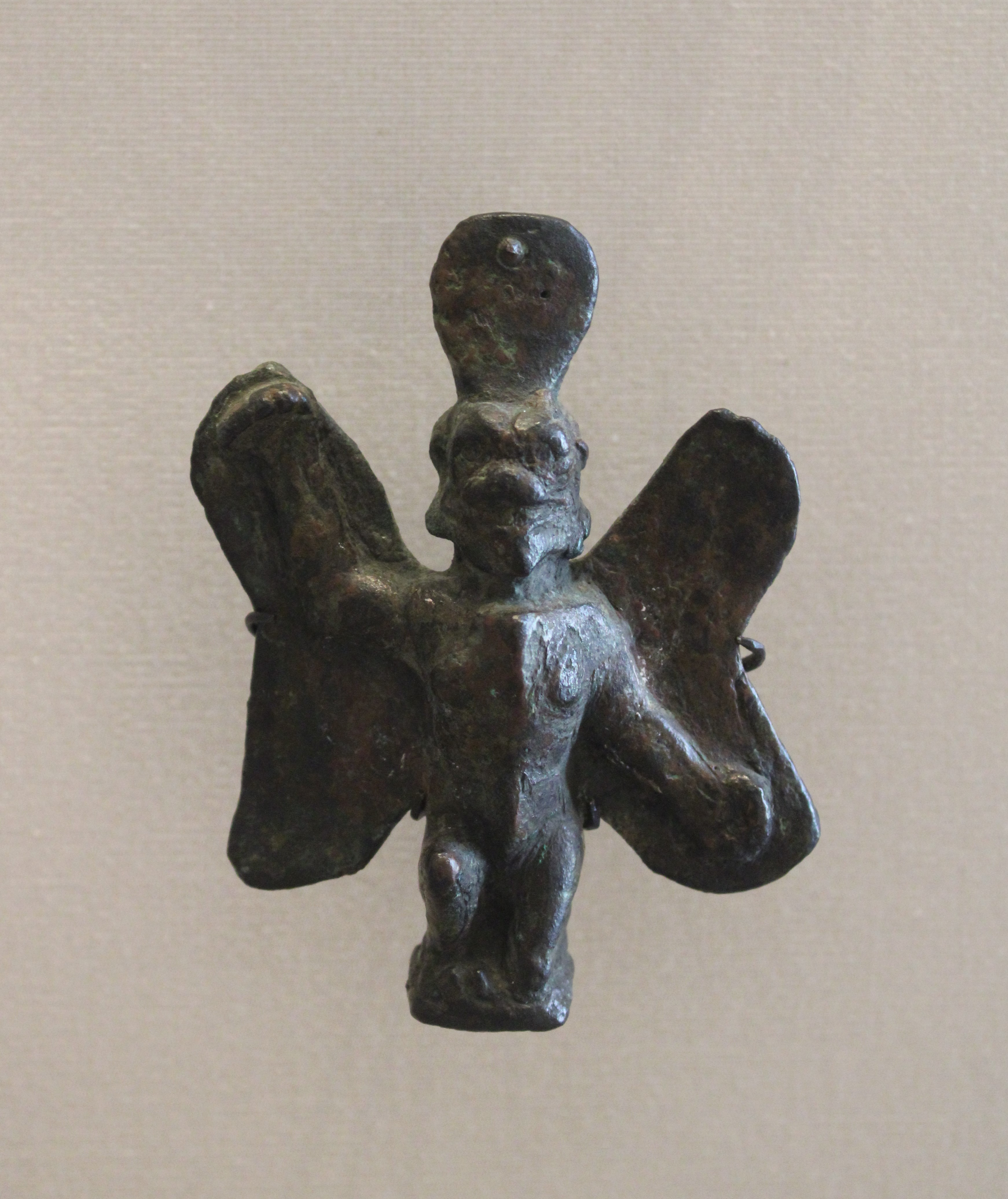
Statuette en bronze de Pazuzu accroupi, début du Ier millénaire av. J.-C. Musée du Louvre.
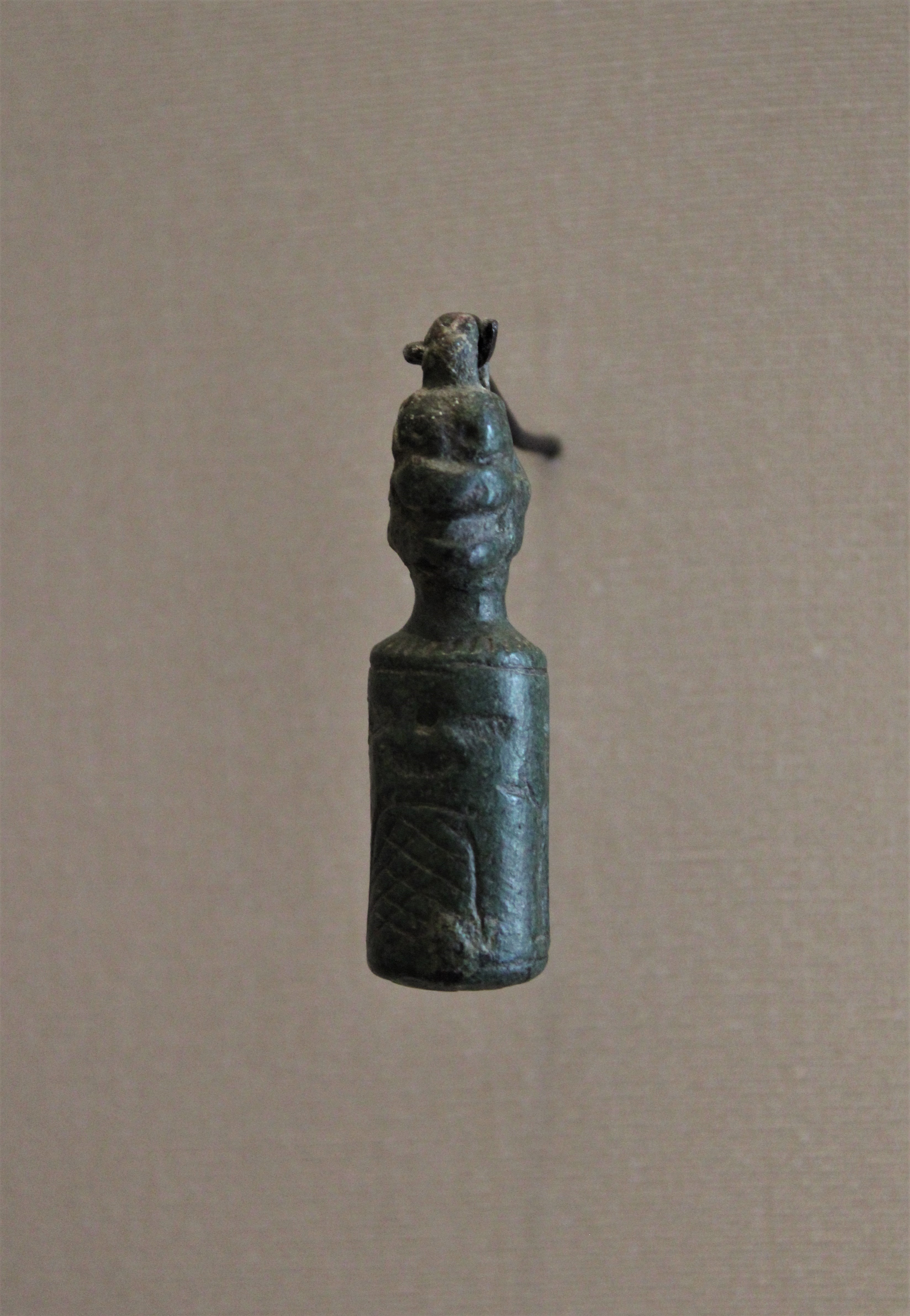
Sceau-cylindre en bronze, surmonté de la tête du démon Pazuzu. VIIe siècle av. J.-C. Musée du Louvre.

Le plus fameux objet représentant Pazuzu est une statuette assyrienne en bronze de 15 centimètres de haut exposée au musée du Louvre, datant des VIIIe – VIIe siècle av. J.-C. qui avait sans doute une fonction d'amulette. Le démon y est représenté en entier, avec son corps, en faisant un objet essentiel pour connaître son aspect. Son dos porte une inscription :

« Je suis Pazuzu, fils de Hanpa. Le roi des mauvais esprits de l'air qui sort violemment des montagnes en faisant rage, c'est moi ! »

— Inscription de la statuette de Pazuzu du Louvre
Pazuzu apparaît également sur une autre œuvre exposée au Musée du Louvre, la plaque en bronze de Lamashtu, démone hybride que Pazuzu était supposée combattre. Cet objet représente une scène d'exorcisme sur plusieurs registres, Pazuzu y apparaissant à deux endroits : sur le registre inférieur, dans une position menaçant la démone Lamashtu ; sa tête et ses griffes dépassent au-dessus de la face de la plaque, le reste de son corps étant représenté au dos de celle-ci,.

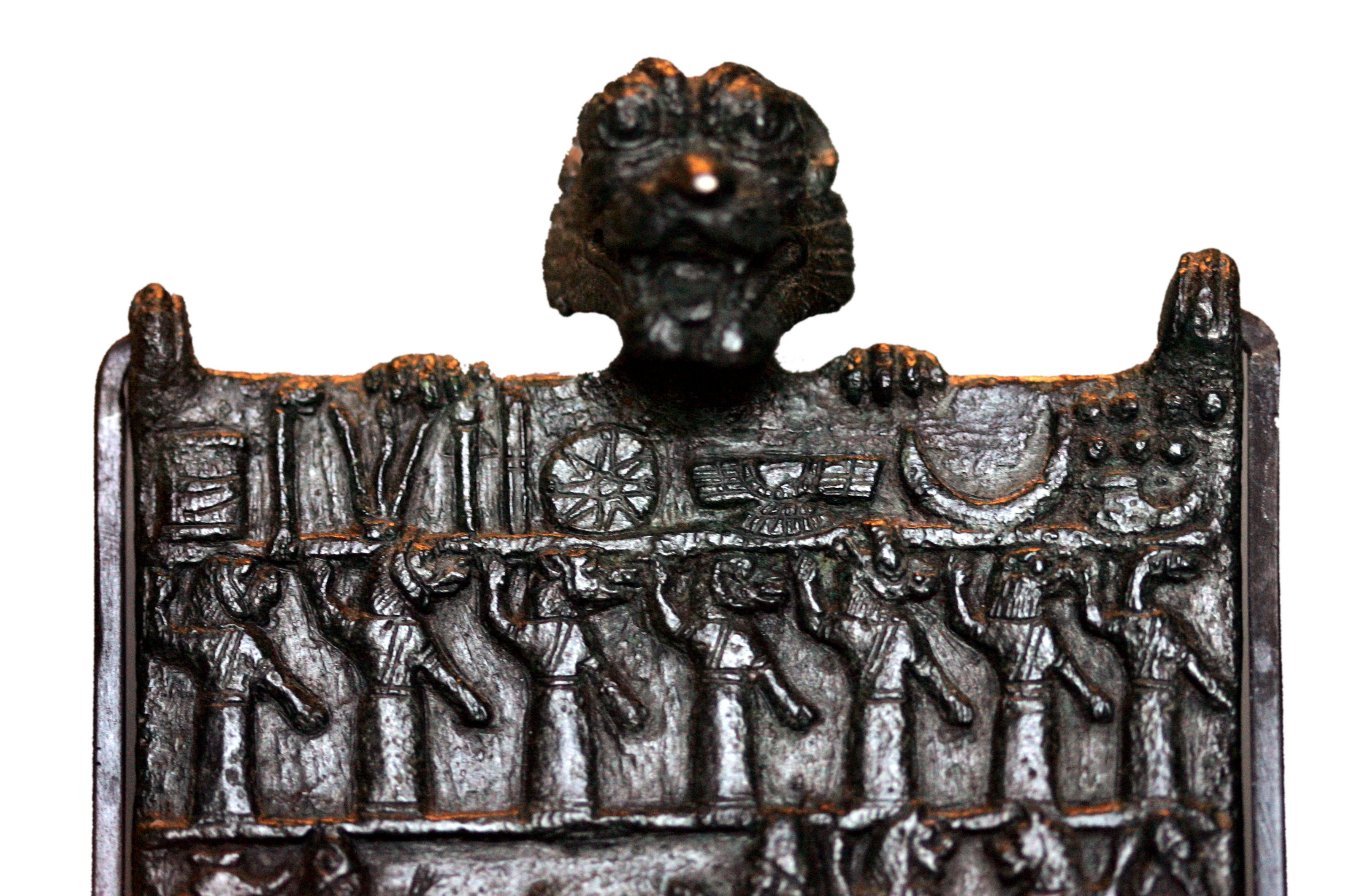
La tête et les griffes de Pazuzu sur la Plaque de Lamashtu, Musée du Louvre.
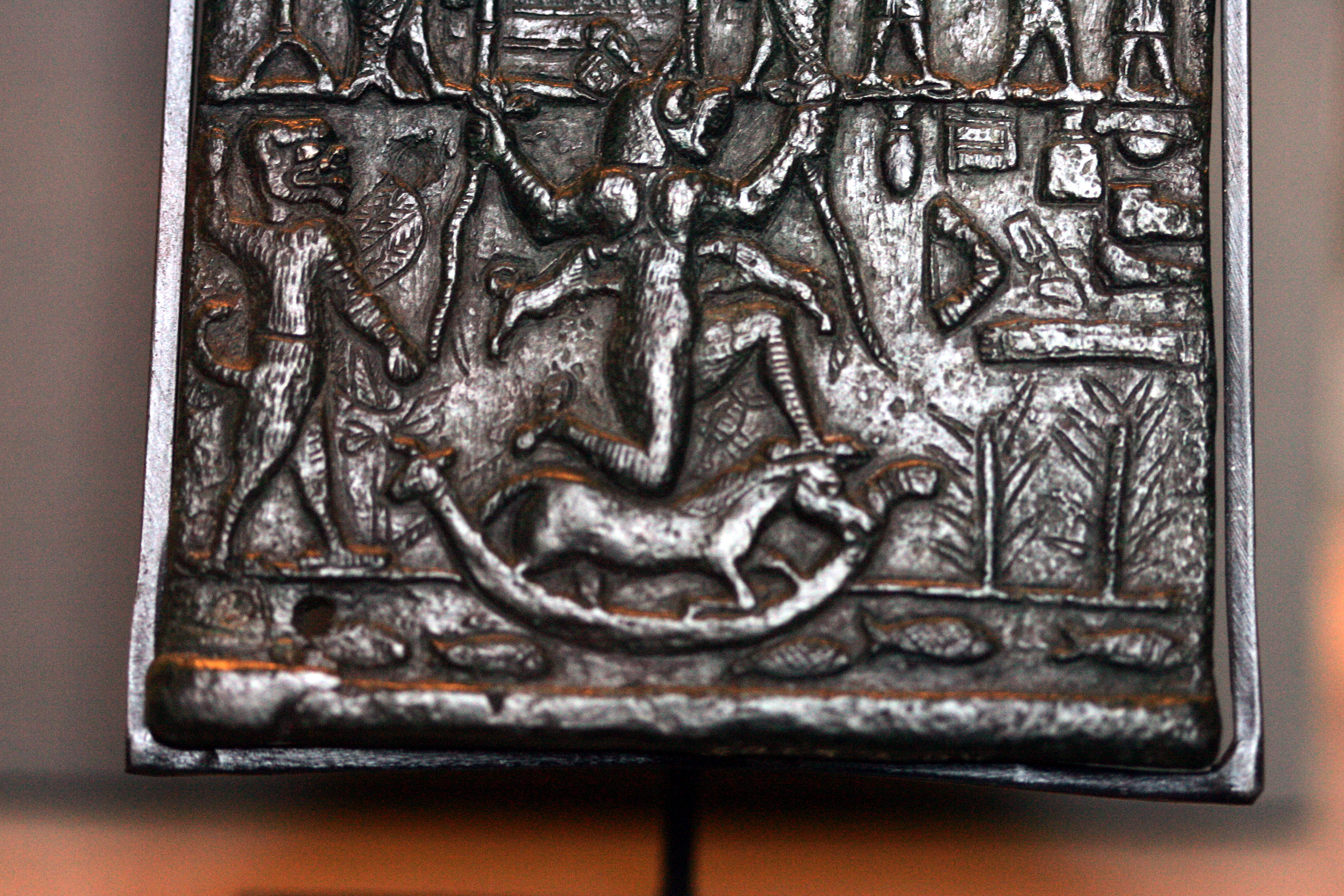
Registre inférieur de la Plaque de Lamashtu : Pazuzu, à gauche, repoussant la démone Lamashtu (au centre), Musée du Louvre.

Plusieurs textes « exorcisto-médicinaux » (l'exorcisme et la médecine étant difficiles à distinguer en Mésopotamie où les deux pratiques étaient combinées) impliquent Pazuzu ou ses figurines. Par exemple, un texte mis au jour à Nimrud en Assyrie présente un rituel voyant l'élaboration d'une figurine protectrice de Pazuzu à partir de poussière prélevée dans plusieurs lieux sacrés ou ayant un lien symbolique avec la maladie :

« Si quelqu'un a été saisi par la « Main-d'Ishtar », la maladie-LÍL.LÁ.EN.NA (des maladies), n'importe quel mal, et qu'il ne le libère pas, pour guérir (le patient) : (prendre) de la poussière du temple de Marduk, [de la poussière du temple d']Ishtar, de la poussière du socle de culte, la poussière de la porte d'un homme sain, [la poussière de la porte] d'un homme mort, la poussière de la porte de l'atelier, la poussière du carrefour, la poussière de la tombe, la poussière du parapet du mur, la poussière des sept routes (etc.). Mélanger ces 14 poussières dans la citerne à eau du temple de Marduk. Faire le buste d'une statue d'une figurine de Pazuzu. Si le patient porte (la figurine) sur ses deux mains, ou si elle est placée sur la tête du patient, quel que soit le mal qui l'a attaqué, il regardera et ne l'approchera pas. Ce patient sera guéri. »

## Présence dans la culture populaire contemporaine
Depuis la redécouverte de la civilisation mésopotamienne à partir du milieu du XIXe siècle, le démon Pazuzu a été redécouvert par les assyriologues. Il connaît une popularité remarquable pour un démon de l'ancienne Mésopotamie, civilisation dont l'univers mythologique est bien moins présent dans la culture moderne que ceux de l’Égypte ou la Grèce antiques, depuis la sortie en 1973 du film L'Exorciste dans lequel sa figurine (sous la forme de la statuette du Louvre) apparaît à plusieurs reprises. En 1976, Pazuzu apparaît dans la bande dessinée Le Démon de la Tour Eiffel, de Jacques Tardi. Il apparaît depuis régulièrement dans des œuvres de la culture populaire, notamment en raison de son apparence terrifiante et de sa nature démoniaque, notamment dans des récits horrifiques (parfois sous un angle humoristique) ou des groupes musicaux cultivant une atmosphère sombre (death ou black metal). 